# Leptodea ochracea
Leptodea ochracea är en musselart som först beskrevs av Thomas Say 1817.  Leptodea ochracea ingår i släktet Leptodea och familjen målarmusslor. IUCN kategoriserar arten globalt som nära hotad. Inga underarter finns listade i Catalogue of Life.